# 東生口村
東生口村（ひがしいくちむら）は、1953年（昭和28年）まで広島県豊田郡にあった村。東に海峡を隔てて隣接する因島の6町村と合併、市制施行し因島市となり、地方自治体としての歴史を閉じた。因島市は平成の大合併にて尾道市
編入合併しており、現在は尾道市の南西部にあたる。なお、生口島は東西南北を冠した「生口村」が4つあったが、当村は唯一、瀬戸田町と合流せず、因島市の一部となった。

## 地理
瀬戸内海のほぼ中央、芸予諸島の一島である生口島の東部。東は海峡を隔てて因島（旧・田熊町）と、南は同じく愛媛県の岩城島や生名島と対する。西は現在の西瀬戸自動車道路の瀬戸田トンネル付近の山を境に南生口村と接していたが、南生口村は1955年（昭和30年）に瀬戸田町と合併したため、その後は瀬戸田町と接する。
生口島は牡蠣山（408m）をはじめ全体が山塊をなしているが、当村域の山地は南斜面ながら傾斜が急で、平地には乏しい。
大字は東から洲江、原と並ぶ。尾道市となってからは、「因島」を冠する。（例）広島県尾道市因島洲江
- 海洋：瀬戸内海
- 島嶼：生口島[2]
- 山：牡蠣山 - 大字原の背後にそびえ、瀬戸田町との境をなした。

## 沿革
以下は村行政としての沿革に絞っており、地域の歴史については生口島の記事を参照。生口島での合併の歴史については主に瀬戸田町#略歴を参照。
- 1889年（明治22年）4月1日、町村制の施行により、豊田郡原村、洲江村が合併して村制施行し、東生口村が発足[2][3]。
- 1953年（昭和28年）5月1日、御調郡重井村、大浜村、中庄村、三庄町、土生町、田熊町と合併し、市制施行し因島市を新設して廃止された[2][3]。

## 産業
- 農業